# Фокамер, Лукас
Лукас Грэм Фокамер (дат. Lukas Graham Forchhammer; род. 18 сентября 1988 года, Копенгаген) — датско-ирландский певец, автор песен и актёр. Ведущий вокалист группы Lukas Graham.

## Ранние годы
Фокамер вырос в центре Копенгагена, в самоуправляемом районе Христиания, известном своей свободной и альтернативной атмосферой. Этот район, возникший на месте бывших казарм, долгое время был центром контркультурного движения, и жизнь в такой среде сильно повлияла на мировоззрение Лукаса.
Отец Лукаса был ирландцем, поэтому мальчик провёл значительную часть детства в Ирландии, в городах Корк и Килкенни. Благодаря этому он вырос между двумя культурами и часто подчёркивал, что никогда не чувствовал Данию своей родиной в полном смысле. Семья придерживалась скромного образа жизни: мать работала уборщицей, а отец занимался ремонтом бытовой техники. Это воспитание отразилось на творчестве Лукаса, наполненном темами семьи, ностальгии и поиска своего места в мире.
В возрасте восьми лет Лукас присоединился к копенгагенскому хору мальчиков. Это стало первым серьёзным шагом в его музыкальной карьере. В хоре он познакомился с классической музыкой и обучался вокалу, развивая диапазон и музыкальный слух. В то же время он начал интересоваться ирландской народной музыкой, которую слышал дома, и американским хип-хопом. По словам Фокамера, наибольшее влияние на него оказал рэп-исполнитель Dr. Dre — альбом 2001 стал для него музыкальным откровением.
Помимо музыки, в детстве Лукас снялся в популярных датских фильмах серии «Круммерне», где исполнил роль Грунка. Этот опыт дал ему уверенность в выступлениях на сцене и перед камерой.
После окончания школы он провёл шесть месяцев в Буэнос-Айресе, где изучал испанский язык и черпал вдохновение в местной культуре. Вернувшись в Христианию в 2010 году, он присоединился к творческой команде сценаристов и музыкантов — Дон Стефано и Росси Ройал, а вскоре основал группу Lukas Graham, объединив школьных друзей. Это стало началом его стремительного восхождения к международной славе.

## Карьера
Ещё ребёнком Фокамер снялся в датском семейном фильме серии Круммерн.
Вместе со своей группой номинировался на «Грэмми» в 2017 году в номинации лучшая песня года с треком «7 Years».

## Личная жизнь
В сентябре 2016 Фокамер женился на давней подруге Марии-Луизе, у пары родилась девочка.